# حزب الله (أفغانستان)
حزب الله في أفغانستان هو حزب سياسي في أفغانستان. تأسس في الأصل عام 1980م كمجموعة متمردة وجزء من مجموعة کابول الثماني، وقاتلت بدعم افغاني في الحرب السوفيتية الأفغانية. في عام 2005، أصبح حزبًا قانونيًا، وفي عام 2010 طور علاقات وثيقة مع لواء فاطميون، وهي قوة شبه عسكرية نظمتها افغانستان.

## التاريخ
في سياق الثورة الإيرانية 1978/79، ظهرت مجموعات قاعدية راديكالية مختلفة في الجامعات الإيرانية. أحد هؤلاء، «حزب الله»، تم وصفه بأنه حركة أصولية دينية يمينية متطرفة أعطت روح الله الخميني «طاعة لا جدال فيها». بعد الثورة الإيرانية، بدأت إيران في إنشاء عدة مجموعات مرتبطة باسم «حزب الله» في أفغانستان. قامت الدولة بتمويل وتسليح مجموعات متمردة مختلفة، شيعية وسنية على حد سواء، أثناء قتالهم في الحرب السوفيتية الأفغانية.
قاري أحمد علي، الأمين العام ومؤسس حزب الله في أفغانستان عام 2021
تأسست المجموعة الأفغانية الأولى المعروفة رسميًا باسم «حزب الله» («حزب الله») في عام 1980، قبل سنوات من حزب الله اللبناني المعروف. كان حزب الله الأفغاني بقيادة قاري أحمد علي، رجل دين كان يأمل في أن يصبح «الزعيم الروحي لشيعة أفغانستان». كان مقر الحزب في مشهد، وله فروع للحزب مقرها في المدن الإيرانية طهران، ونيسابور، وزابل، وزاهدان، وغيباد. وبحسب ما ورد أرسل جناحها المسلح 4000 مقاتل حاربوا ضدجمهورية أفغانستان الديمقراطية (DRA) في مقاطعات هرات، وفرح، ونمروز، وغور، وباميان، وأروزغان، وقندهار. وبحسب ما ورد كان حزب الله الأفغاني معروفًا «بوحشيته تجاه أنصار» سلطة دارفور الإقليمية.
تم تسجيل الجماعة لأول مرة كحزب قانوني تحت اسم «حزب الله أفغانستان» في جمهورية أفغانستان الإسلامية في عام 2005، وظلت قوة هامشية إلى حد كبير في السياسة الأفغانية. وفقًا للباحث فيليب سميث، «اندمج» حزب الله الأفغاني مع لواء فاطميون، وهي جماعة شيعية أفغانية شبه عسكرية أرسلتها إيران، في وقت ما قبل عام 2014. وأشار سميث إلى وجود تداخل كبير بين المجموعتين في الأيديولوجيا والأعضاء. في السنوات التالية، استمرت بعض المصادر مثل الباحث عوفيد لوبيل في اعتبار لواء فاطميون وحزب الله أفغانستان منظمتين منفصلتين، وإن كانتا على صلة وثيقة، في حين أن مصادر أخرى مثل عرب نيوز وبدأ جهاد إنتل في معاملة حزب الله الأفغاني على أنه مرادف للواء فاطميون. وصف الباحث مايكل روبيلارد لواء فاطميون بأنه «فرع من حزب الله في أفغانستان». بينما قاتل لواء فاطميون في الحرب الأهلية السورية، ورد أن حزب الله الأفغاني أقام «روابط غامضة» مع حزب الله اللبناني.
بعد هجوم طالبان عام 2021 الذي أطاح بجمهورية أفغانستان الإسلامية واستبدلها بإمارة إسلامية، أعلن زعيم حزب الله في أفغانستان أحمد علي أن حزبه لا يعارض طالبان. وبحسب قوله، فقد أكدت له الحكومة الجديدة أنه لن يتم التمييز ضد الشيعة الأفغان. كما أعرب عن رأيه بأن الجمهورية الإسلامية فشلت في الحفاظ على أفغانستان مستقرة وآمنة، وأن الإمارة الإسلامية ستعمل على تحسين الوضع الأمني.

## التنظيم والأيديولوجيا
منذ عام 1980، كان حزب الله في أفغانستان بقيادة قاري أحمد علي غردروزي (يُترجم بدلاً من ذلك «كاري أحمد ياكداستي» الملقب بـ «كاري ذو السلاح الواحد»). لطالما كان حزب الله الأفغاني متجذرًا في الإسلام الشيعي وكان من المفترض أن ينشر أفكار الثورة الإيرانية. في عام 2021، أعلن قاري أحمد علي أن حزبه يعارض التمييز الديني في أفغانستان.